# Майоровка (Липецкая область)
Майоровка — деревня в Измалковском районе Липецкой области.
Входит в состав Васильевского сельского поселения.

## География
Майоровка находится на правом берегу реки Семенёк, где образован большой Васильевский пруд.
Рядом проходит автомобильная дорога с остановкой общественного транспорта, имеется одна улица — Победы.

## Население
| 2010 |
| ---- |
| 9    |